# Kako (A.90) jezici
Kako (A.90) jezici, podskupina od (3) nigersko-kongoanska jezika koja čine dio šire skupine sjeverozapadnih bantu jezika u zoni A. Govore se u Kamerunu, Srednjoafričkoj Republici i Kongu.
Predstavnici su: kako [kkj], ukupno 119.460 u 3 države; kwakum ili abakoum, abakum [kwu], 10.000 (2002 SIL) u kamerunu; pol [pmm], ukupno 44.130 u Kamerunu i Kongu;

## Vanjske poveznice
- Ethnologue (14th)
- Ethnologue (15th)